# Seehafen Rostock (Briefmarkenserie)
Seehafen Rostock ist der Titel zweier Briefmarkenausgaben, die 1958 und 1960 von der Deutschen Post (DDR) ausgegeben wurden. Gewürdigt wurden der Bau und die Inbetriebnahme des Rostocker Seehafens. Das abgebildete Frachtschiff Dresden liegt heute als Museumsschiff in Rostock.
Alle Marken wurden von Axel Bengs entworfen.

## Liste der Ausgaben und Motive
Legende
- Bild: Eine bearbeitete Abbildung der genannten Marke. Das Verhältnis der Größe der Briefmarken zueinander ist in diesem Artikel annähernd maßstabsgerecht dargestellt. Sollten keine Marken abgebildet sein, liegt es daran, dass das Urheberrecht des Künstlers noch nicht erloschen ist.
- Beschreibung: Eine Kurzbeschreibung des Motivs und/oder des Ausgabegrundes. Bei ausgegebenen Serien oder Blocks werden die zusammengehörigen Beschreibungen mit einer Markierung versehen eingerückt.
- Wert: Der Frankaturwert der einzelnen Marke in Pfennig. Ein „+“ bedeutet, dass es sich um eine Zuschlagsmarke handelt (= Frankaturwert + Spende).
- Ausgabedatum: Das Datum des erstmaligen Verkaufs dieser Briefmarke.
- Auflage: Soweit bekannt, wird hier die zum Verkauf angebotene Anzahl dieser Ausgabe angegeben.
- Entwurf: Soweit bekannt, wird hier angegeben, von wem der Entwurf dieser Marke stammt.
- Mi.-Nr.: Diese Briefmarke wird im Michel-Katalog unter der entsprechenden Nummer gelistet.

| Bild | Beschreibung | Wert | Ausgabe- datum    | Auflage   | Entwurf    | Mi.-Nr. |
| ---- | --- | ---- | ----------------- | --------- | ---------- | ------- |
|      | Bau des Seehafens Rostock (I) Symbole für die Rostocker Sieben, Wahrzeichen von Rostock, Umschrift: „Ostsee, Meer des Friedens“                                                                | 20   | 5. Juli 1958      | 6.000.000 | Axel Bengs | 634     |
|      | Bau des Seehafens Rostock (II) Das gleiche Motiv mit einem Aufdruck wurde 1960 als Mi.-Nr. 763 ausgegeben - 10.000-t-Frachtschiff Freundschaft (Typ „Frieden“) am Pier beim Löschen der Ladung | 10   | 24. November 1958 | 7.000.000 | Axel Bengs | 663     |
|      | - 10.000-t-Frachtschiff Dresden (Typ „Frieden“) und andere Frachtschiffe beim Ein- und Auslaufen, Stadtpanorama mit der Marienkirche und Speichergebäude                                       | 25   | 24. November 1958 | 1.100.000 | Axel Bengs | 664     |
|      | Inbetriebnahme des Hochseehafens Rostock Das gleiche Motiv ohne Aufdruck wurde 1958 als Mi.-Nr. 663 ausgegeben 10.000 t-Frachtschiff vom Typ „Frieden“ am Pier                                 | 10   | 28. April 1960    | 6.000.000 | Axel Bengs | 763     |